# 29. Sinfonie (Mozart)
Die Sinfonie A-Dur Köchelverzeichnis 201 komponierte Wolfgang Amadeus Mozart im Jahr 1774. Nach der Alten Mozart-Ausgabe trägt die Sinfonie die Nummer 29.

## Allgemeines

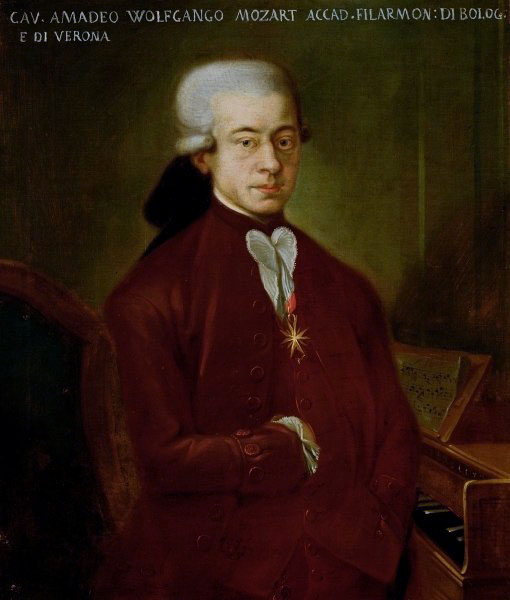
Mozart im Jahr 1777

Mozart vollendete die Sinfonie Köchelverzeichnis (KV) 201 am 6. April 1774 in Salzburg. Bezüglich Entstehungsgeschichte und Kompositionsanlass siehe bei KV 162. 
Mehrere Autoren heben die Bedeutung dieser Sinfonie als vorläufigen Höhepunkt in Mozarts sinfonischem Schaffen hervor. Dies beruht neben der Länge und der ausformulierten „Sonatensatzform“ des ersten, zweiten und vierten Satzes, alle mit ausdrücklicher Coda, auf der Kontrapunktik insbesondere im ersten Satz und der Ausdrucksstärke (z. B. in der langen Durchführung im vierten Satz). 

„Es ist ein neues Gefühl für die Notwendigkeit der Vertiefung der Sinfonie durch imitatorische Belebung, ihre Rettung aus dem bloß Dekorativen durch kammermusikalische Feinheit. Die Instrumente wandeln ihren Charakter; die Geigen werden geistiger, die Bläser vermeiden alles Lärmende, die Figurationen alles Konventionelle. Der neue Geist dokumentiert sich in allen Sätzen (…).“

Diese Sinfonie und KV 183 sind die frühesten Mozart-Sinfonien, die sich im Konzertprogramm etabliert haben.

## Zur Musik
Besetzung: zwei Oboen, zwei Hörner in A (im zweiten Satz in D), zwei Violinen, Viola, Cello, Kontrabass. In zeitgenössischen Orchestern war es zudem üblich, auch ohne gesonderte Notierung Fagott und Cembalo (sofern im Orchester vorhanden) zur Verstärkung der Bass-Stimme bzw. als Continuo einzusetzen.
Aufführungszeit: ca. 25 bis 30 Minuten (je nach Einhalten der vorgeschriebenen Wiederholungen)
Bei den hier benutzten Begriffen der Sonatensatzform ist zu berücksichtigen, dass dieses Schema in der ersten Hälfte des 19. Jahrhunderts entworfen wurde (siehe dort) und von daher nur mit Einschränkungen auf die Sinfonie KV 201 übertragen werden kann. – Die hier vorgenommene Beschreibung und Gliederung der Sätze ist als Vorschlag zu verstehen. Je nach Standpunkt sind auch andere Abgrenzungen und Deutungen möglich.

### Erster Satz: Allegro moderato
A-Dur, 4/4-Takt, 206 Takte
Die Audiowiedergabe wird in deinem Browser nicht unterstützt. Du kannst die Audiodatei herunterladen.
Das erste Thema (Takt 1–18) beginnt – für eine Sinfonie dieser Zeit ungewöhnlich – piano und nicht forte. Gespielt wird es von den Streichern, während die übrigen Stimmen pausieren. Das Thema basiert auf einem zweitaktigen Motiv mit kennzeichnendem Oktavsprung abwärts und anschließender Achtelbewegung mit Tonwiederholung und Halbtonschritt. Dieses Motiv wird aufwärts sequenziert. Nach acht Takten folgt eine überleitungsartige Passage in den Violinen, ehe das ganze Orchester einsetzt und das Thema im Forte wiederholt wird – nun aber imitatorisch, indem Bass und Viola mit dem Thema zwei Viertelschläge versetzt zu den Violinen einsetzen. Der folgende Überleitungsabschnitt (Takt 18–32) ist zunächst durch Streichertremolo und gehaltene Akkorde der Bläser, dann (Takt 23 ff.) durch eine Figur mit Wechsel von forte und piano gekennzeichnet. In Takt 32 ist die Doppeldominante H-Dur erreicht, die dominantisch zum Einsatz des zweiten Themas (Takt 33 ff.) in E-Dur wirkt.
Das zweite Thema steht im Piano und ist hinsichtlich der Instrumentierung korrespondierend zum ersten Thema aufgebaut, indem es nur in den Streichern gespielt wird. Im weiteren Verlauf erklingt wiederum das Tutti, allerdings nicht mit einer Themenwiederholung wie beim ersten Thema. Das zweite Thema ist in drei Abschnitte von jeweils vier Takten gegliedert. Im Motiv des ersten Abschnittes fällt eine Tonwiederholung auf, die an das erste Thema erinnert. Das ganze Motiv des ersten Abschnittes wird von der 2 Violine im zweiten Abschnitt variiert der Hauptstimme entgegengesetzt.
Es schließt sich ab Takt 45 ein Forte-Abschnitt mit im Tremolo geführter Melodielinie und charakteristischen Intervallsprüngen an, der ab Takt 53 in variierter Form mit Imitation der 1. Violine durch die 2. Violine und mit Fortspinnung im Piano wiederholt wird. Ab Takt 63 folgt wieder eine Tremolo-Passage, wobei sich nun auch der Bass am Tremolo beteiligt und die Melodielinie durch Vorhalte gekennzeichnet ist. Die Schlussgruppe (Takt 68 ff.) basiert auf gebrochener Akkordmelodik in Achtelläufen der Violinen. Die Exposition endet als chromatisch fallende Figur der 1. Violine in Takt 76 und wird wiederholt. 
Die „Durchführung“ greift zunächst die chromatisch fallende Figur im Forte-Unisono auf und „verarbeitet“ im Folgenden zwei neue Motive, d. h., es wird nicht auf Material der Exposition zurückgegriffen. Das erste neue Motiv besteht aus Triller, Achtellauf über eine Oktave aufwärts und anschließendem Oktavsprung abwärts auf D-Dur (Takt 79–82). Daraus abgeleitet ist eine Variante mit Achtellauf aufwärts / abwärts und gebrochenen Dreiklang in Vierteln, die zwischen Viola sowie Cello / Kontrabass imitatorisch über Tremolo der Violinen und gehaltenen Akkorden der Oboen gespielt wird. Dabei wechselt Mozart über E-Dur und fis-Moll nach h-Moll. Das zweite neue Motiv setzt in Takt 92 auftaktig in fis-Moll und im Piano ein. Es ist zweitaktig mit durch Pausen unterbrochener, schreitender Bassfigur, wird aufwärts sequenziert und geht ab Takt 99 in ein Crescendo über, das sich bis zum Forte mit Synkopen auf E-Dur steigert. Über eine fallende Figur (ähnlich wie am Schluss der Exposition) wird die Reprise in Takt 107 erreicht. 
Die Reprise ist ähnlich der Exposition strukturiert. Nach Wiederholung von Durchführung und Reprise schließt ab Takt 185 die Coda an, in der das erste Thema nochmals auftritt, nun in dreistimmiger Engführung (stimmführend: 1. Violine; Cello / Kontrabass: Viola). Einen vierten unvollständigen Einsatz bringen die Hörner. Der Satz endet mit Akkordmelodik und Achtelläufen im Forte.

### Zweiter Satz: Andante
D-Dur, 2/4-Takt, 109 Takte, Violinen mit Dämpfer
Die Audiowiedergabe wird in deinem Browser nicht unterstützt. Du kannst die Audiodatei herunterladen.
Das erste Thema wird nur von den Streichern im Piano mit stimmführenden, gedämpften Violinen vorgetragen. Es weist eine typisch periodische Struktur aus zweimal vier Takten auf und ist durch seine leicht marschartige Melodielinie mit punktiertem Rhythmus (Doppelpunktierung) gekennzeichnet. Wie im ersten Satz, findet auch hier gleich am Beginn kontrapunktische Arbeit statt: Im Vordersatz imitiert die versetzt spielende 2. Violine variiert die 1. Violine, im Nachsatz übernimmt sie dann die Hauptstimme, während die 1. Violine eine eigene Gegenstimme bekommt. Viola, Cello und Bass begleiten. Von Takt 9–13 folgt ein kurzer Überleitungsabschnitt, in dem erstmals die Bläser einsetzen. Mit einer vom ersten Thema abgeleiteten Floskel wechselt Mozart von D-Dur über h-Moll nach E-Dur. 
Das zweite Thema (Takt 14 ff.) ist homophon gestaltet mit stimmführender 1. Violine. Nach vier Takten folgt ein Ansatz zur variierten Wiederholung mit dem von ersten Thema bekannten punktierten Rhythmus, der ab Takt 20 fortgesponnen wird. 
Die Schlussgruppe (Takt 27 ff.) beginnt pianissimo mit einem neuen, pendelartigem Motiv, das insgesamt viermal wiederholt wird, die beiden letzten Male mit Bläserbegleitung, wobei sich die Oboe an der Melodie beteiligt. Den Abschluss bildet eine durchlaufende Triolenbewegung, wobei wie im ersten Satz die 1. Violine am Ende allein spielt. Die Exposition endet in Takt 38 und wird wiederholt.
In der Durchführung (Takt 39–52) läuft die Triolenbewegung vom Ende der Exposition in 2. Violine und Viola weiter, allerdings unter einem neuen Motiv mit Triller. Mit diesem Motiv wechselt Mozart von D-Dur nach G- und H-Dur sowie nach e-Moll. Der Abschnitt ab Takt 46 kann mit seiner Tonwiederholung in den weiterhin durchlaufenden Triolen (nun in beiden Violinen) als Rückführung zur Reprise angesehen werden, die über eine Bläserfanfare (Takt 51–52) angekündigt wird. 
Die Reprise ist weitgehend ähnlich der Exposition strukturiert; Veränderungen betreffen z. B. die erweiterte Überleitung zum zweiten Thema und die Beteiligung des Horns an der Melodie beim zweiten Anlauf des zweiten Themas. Nach Wiederholung von Durchführung und Reprise folgt ab Takt 98 eine Coda mit schleppender, aufwärts gehender Linie, die in einen betonten Vorhalt mündet und über Triolen „zurückfällt“, worauf sich die Prozedur nochmals wiederholt. In Takt 104 setzen überraschenderweise die Bläser im Forte ein, wobei die Oboen zueinander versetzt den Beginn vom ersten Thema spielen, das von der 1. Violine in Takt 106 unter Aufhebung der Dämpfer aufgegriffen wird.

### Dritter Satz: Menuetto
A-Dur, 3/4-Takt, 32 + 22 Takte
Die Audiowiedergabe wird in deinem Browser nicht unterstützt. Du kannst die Audiodatei herunterladen.
Das Menuett ist durch seine marschartige Melodie mit punktierten Rhythmen (ähnlich im zweiten Satz) gekennzeichnet. Bläser und Streicher wechseln sich z. T. dialogisch ab. Auffällig ist ein Signalmotiv, das aus Tonwiederholung mit punktiertem Rhythmus im Unisono besteht. Dieses tritt am Ende des ersten Teils (Bläser im Forte), am Beginn des zweiten Teils (Streicher im Fortissimo) und am Ende des zweiten Teils (Bläser im Forte) auf. Der zweite Teil enthält zudem ein weiteres Motiv, das in h-Moll einsetzt (Takt 15 ff.) und bei dem lediglich der Auftakt aus Tonwiederholung einen punktierten Rhythmus aufweist; dieser wird versetzt von Viola, Cello und Kontrabass imitiert.
Das Trio in E-Dur kontrastiert mit mehr gebundener Melodielinie und überwiegendem Piano zum Menuett. Der punktierte Rhythmus tritt in den Hintergrund, taucht aber am Ende vom ersten und zweiten Teil wieder auf. Der Beginn des zweiten Teils ist durch Chromatik gekennzeichnet. Auffällig ist, dass sich die Funktion der Bläser im ganzen Trio lediglich auf zwei ausgehaltene Akkorde beschränkt.
Die Audiowiedergabe wird in deinem Browser nicht unterstützt. Du kannst die Audiodatei herunterladen.

### Vierter Satz: Allegro con spirito
A-Dur, 6/8-Takt, 187 Takte
Die Audiowiedergabe wird in deinem Browser nicht unterstützt. Du kannst die Audiodatei herunterladen.
Kennzeichnend für den Satz sind mehrere virtuose Läufe („Coup d’archet“, „Mannheimer Rakete“) sowie längere Passagen mit Tremolo. 
Das erste Thema ist achttaktig mit je vier Takten Vorder- und Nachsatz. Prägendes Motiv ist im Vordersatz der Oktavsprung abwärts (ähnlich wie zu Beginn des ersten Satzes), gefolgt von einem Lauf aufwärts („Oktavsprungmotiv“); der Nachsatz ist durch seine fallende Trillerfigur gekennzeichnet. Beide Teile stehen im Forte und werden ab Takt 9 piano von den Streichern wiederholt, wobei jedoch im Nachsatz ab Takt 13 eine Fortspinnung beginnt, die nach einer Septime und einer Sexte aufwärts erstmals die vollständige „Rakete“, d. h. den Lauf über eine Duodezime bringt, hier als Rakete abwärts (später auch aufwärts). Ab Takt 22 folgt ein neues Motiv im Forte aus gebrochenem Akkord in Staccato-Achteln, das zwischen 1. Violine und Bass dialogisch geführt wird, begleitet von den Bläsern und den übrigen Streichern (diese im Tremolo).
Im zweiten Thema (Takt 34 ff.) spielen nur die Streicher im Piano. Es besteht aus einer Tonwiederholung von H mit umspielungsartigen Vorhalten in der 1. Violine, in die ab Takt 35 die 2. Violine mit dem eigentlichen, abwärts gehenden Motiv einsetzt. Dieser insgesamt viertaktige Abschnitt wird wiederholt, gefolgt von einer abwärts gehenden Passage mit Überhalten (Takt 43–47) bzw. „zögerlicher“ Chromatik (Takt 48–51). Die Schlussgruppe (Takt 52 ff.) ist von Tremolo und energischen Akkordwechseln (E-Dur / H-Dur / A-Dur) gekennzeichnet. Zuletzt spielt die 1. Violine die „Rakete“ aufwärts; d. h., wie im ersten und zweiten Satz beendet die 1. Violine allein die Exposition. Die „Rakete“ bildet dabei keinen Schlusspunkt, sondern wirkt offen, nach einer Fortführung verlangend. Die Exposition wird wiederholt.
Die Durchführung (Takt 62–101), die Alfred Einstein (1953) besonders hervorhebt, verarbeitet das „Oktavsprungmotiv“ vom Satzanfang: es wird moduliert (über verminderte Akkorde und bspw. G-Dur, C-Dur, Cis-Dur, Fis-Dur) und ab Takt 81 (fis-Moll) zwischen Bass (forte) und Violinen (piano) hin- und hergeworfen. Bereits ab Takt 74 hatte der Bass den charakteristischen Oktavsprung aufgegriffen, jedoch noch ohne Lauf. Ab Takt 96 treten die von der Schlussgruppe bekannten energischen Akkordwechsel auf, die über eine „Rakete“ aufwärts in die Reprise (Takt 102 ff.) überleiten. 
Die Reprise ist ähnlich der Exposition strukturiert. Sie geht ab Takt 167 nach der „Rakete“ der Schlussgruppe in eine Coda über, die zunächst nochmals im Forte-Unisono das Oktavsprungmotiv bringt, gefolgt von dem Motiv aus gebrochenen Dreiklängen (entsprechend Takt 22) und den energischen Akkordwechseln A-Dur / D-Dur (d. h. Tonika – Subdominante). Der Satz schließt mit einer letzten „Rakete“, deren offener Charakter erst jetzt von zwei einfachen Akkordschlägen (Dominante-Tonika) beantwortet wird.